# Acanthophyllum heratense
Acanthophyllum heratense là loài thực vật có hoa thuộc họ Cẩm chướng. Loài này được Schiman-Czeika mô tả khoa học đầu tiên năm 1985.